# Hilderaldo Luiz Bellini

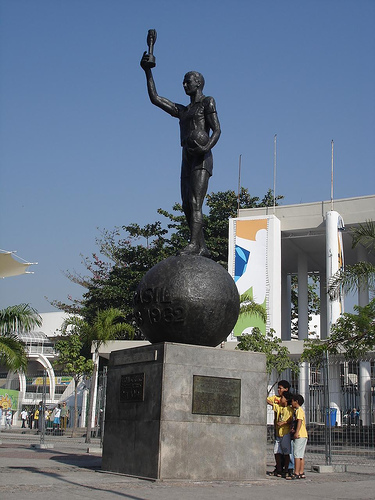
Staty föreställande Hilderaldo Bellini, med VM-pokalen, utanför entrén till Maracanã i Rio de Janeiro.

Hilderaldo Luiz Bellini, född 7 juni 1930 i Itapira i São Paulo, död 20 mars 2014 i São Paulo, var en brasiliansk fotbollsspelare (innerback).
Bellini var lagkapten i det brasilianska landslag som blev världsmästare 1958. Bellini var med i VM-truppen 1962, men spelade inga matcher. Han var dock tillbaka som lagkapten vid VM 1966, där han spelade två matcher. På klubblagsnivå spelade Bellini för Vasco da Gama och São Paulo.